# تلفريك الإمارات

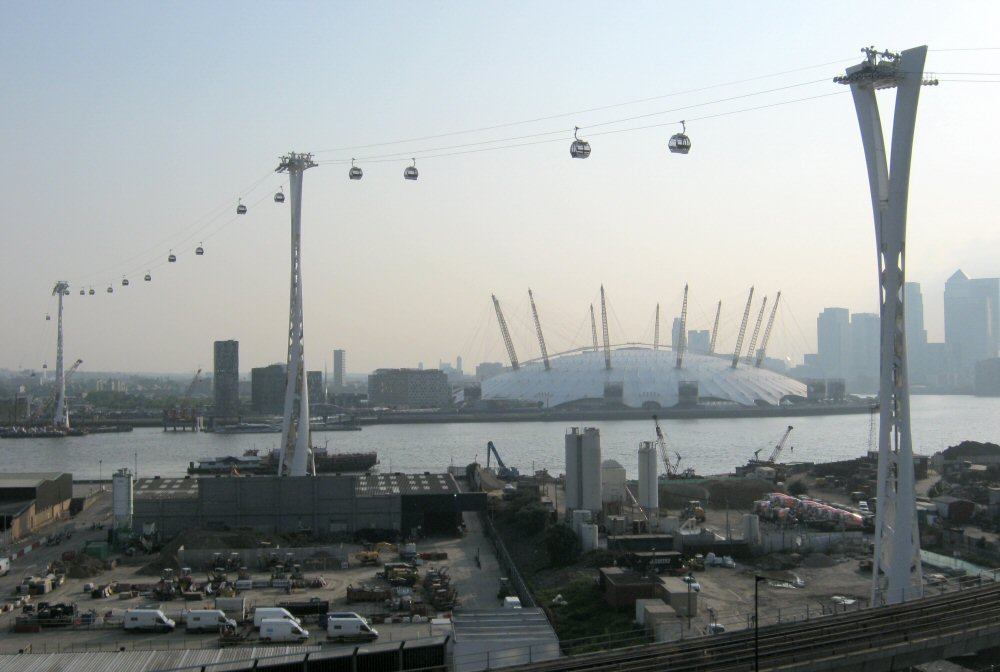
تلفريك الإمارات.

تلفريك طيران الإمارات هو تلفريك يربط بين ضفتي نهر التمز في لندن. تُشغّله هيئة النقل في لندن.
افتتح في فترة الألعاب الأولمبية سنة 2012، ويأتي المشروع برعاية طيران الإمارات بقيمة تبلغ 36 مليون جنيه استرليني لأول عشر سنوات من الشروع.
وبعد فترة الأولمبيات، تراجع عدد الركاب بنسبة 80%.